# Gita Siddharth
Gita Siddharth es una actriz y trabajadora social nacida en la India. Ha actuado principalmente en producciones de Bollywood.

## Carrera
Es conocida por su papel en la película Garm Hava (1973) del director M.S. Sathyu. En la edición número 21 de los Premios Nacionales de Cine, donde la película ganó el premio a mejor largometraje nacional, la actriz recibió una mención como la actriz principal de la misma. También hizo parte del elenco de la exitosa película Disco Dancer, dirigida por Babbar Subhas. Está casada con el documentalista, productor de televisión y presentador Siddharth Kak, más conocido por su programa cultural Surabhi en la década de 1990.

## Filmografía seleccionada
- Parichay (1972)
- Garm Hava (1973)
- Sholay (1975)
- Doosra Aadmi (1977)
- Gaman (1978)
- Trishul (1978)
- Noorie (1979)
- Sadgati (1981)
- Shaukeen (1982)
- Suraag (1982)
- Desh Premee (1982)
- Arth (1982)
- Disco Dancer (1982)
- Mandi (1983)
- Nishaan (1983)
- Kasam Paida Karne Wale Ki (1984)
- Alag Alag (1985)
- Ram Teri Ganga Maili (1985)
- Ek Chadar Maili Si (1986)
- Dance Dance (1987)